# Programa de Agentes Comunitários de Saúde
O Programa de Agentes Comunitários de Saúde (PACS) foi criado pelo Ministério da Saúde, em 1991, como estratégia para fornecer cuidados em atenção primária à saúde a partir de pessoas da própria comunidade, os agentes comunitários de saúde (ACS). Inicialmente, restrito às áreas mais vulneráveis, sobretudo da região Nordeste, eram algumas das atribuições dos ACS realizar visitas domiciliares, atividades de promoção, prevenção e monitoramento da saúde, além de identificar situações de risco e acompanhar grupos específicos.
Oficialmente, o PACS substituiu o "Programa Nacional de Agentes Comunitários de Saúde" (PNACS), criado pouco tempo antes, com o objetivo de unificar as iniciativas semelhantes desenvolvidas pelo país. Porém, foi o "Programa de Agentes de Saúde do Ceará" (1987) a primeira experiência com o uso de agentes de saúde em larga escala para socorrer as pessoas atingidas pela seca no estado. Ele tem sido considerado o modelo de ACS adotado pelo Sistema Único de Saúde (SUS), em 1994, com a expansão do programa de agentes para todo o Brasil através do Programa Saúde da Família (PSF) e, posteriormente, da Estratégia Saúde da Família (ESF), incorporando estes profissionais às equipes de trabalho, o que confere maior reconhecimento à categoria como trabalhadores do sistema de saúde.